# Luisa Hesensko-Kasselská
Luisa Hesensko-Kasselská (dánsky Louise Vilhelmine Frederikke Maria Caroline Augusta Julie, hesensko-kasselská princezna (7. září 1817 v Kasselu – 29. září 1898 v paláci Bernstorff Gentofte u Kodaně) byla jako manželka dánského krále Kristiána IX. dánská královna v letech 1863–1898.

## Původ, mládí
Narodila se jako dcera hesenského lankraběte Viléma Hesensko-Kasselského a dánské princezny Luisy Šarloty, mladší sestry dánského krále Kristiána VIII. Mezi její sourozence patřili princezna Marie Hesensko-Kasselská, princ Fridrich Vilém Hesensko-Kasselský a princezna Augusta Hesensko-Kasselská. Luisa žila od svých tří let v Dánsku, kde její otec sloužil v dánské armádě, zde také získala vynikající vzdělání.
Jako neteř krále Kristiána VIII., který vládl Dánsku v letech 1839-1848, měla Luisa velmi blízko k nástupnictví po několika starších a bezdětných příslušnících dánského královského rodu. Jako děti byli její bratr Fridrich Vilém, její sestry a ona sama nejbližšími příbuznými krále Kristiána VIII, kteří mohli zplodit dědice. Bylo stále zřejmější, že tradiční mužská linie následnictví může během jedné generace skončit, protože korunní princ byl navzdory dvěma sňatkům bezdětný. Luisa byla jednou z ženských potomků Frederika III. Dánského a využívala zbytkových ustanovení dánského agnaticko-kognitivního nástupnictví podle královského zákona pro případ, že by mužská linie Frederika III. vymřela.
Luisa a její sourozenci nebyli rodovými potomky rodu Oldenburků. Luisa tak neměla nárok na dědictví holštýnského trůnu, který byl v agnatickém nástupnictví. To ohrožovalo další existenci společné monarchie Dánska a obou vévodství. Dánsko i jeho léno Šlesvicko se řídily pravidly nástupnictví v královském zákoně, což dávalo Luise silný nárok na dánský trůn.

## Manželství a spor o dědictví
Luisa se 26. května 1842 v paláci Amalienborg v Kodani provdala za svého vzdáleného bratrance, prince Kristiána Šlesvicko-Holštýnsko-Sonderbursko-Glucksburského, který se v roce 1863 stal dánským králem Kristiánem IX.
Z manželství se narodilo šest potomků:
- Frederik (3. června 1843 – 14. května 1912), budoucí dánský král Frederik VIII., ⚭ 1869 Luisa Švédská (31. října 1851 –20. března 1926)
- Alexandra (1. prosince 1844 – 20. listopadu 1925) ⚭ 1863 princ Eduard (9. listopadu 1841 – 6. května 1910), budoucí král Spojeného království Velké Británie a Irska a britských dominií a císař Indie
- Vilém (24. prosince 1845 – 18. března 1913), budoucí řecký král Jiří I. Řecký, ⚭ 1867 velkokněžna Olga Konstantinovna Romanovová (3. září 1851 –18. června 1926)
- Marie Sofie Dagmar (26. listopadu 1847 – 13. října 1928) po sňatku přijala jméno Marie Fjodorovna, ⚭ 1866 velkokníže Alexandr (10. března 1845 – 1. listopadu 1894), budoucí ruský car Alexandr III.
- Thyra (29. září 1853 – 26. února 1933), ⚭ 1878 Ernest Augustus Hannoverský (21. září 1845 – 14. listopadu 1923), korunní princ hannoverský, dědic Brunšviku, vévoda z Cumberlandu a Teviotdale
- Valdemar (27. října 1858 – 14. ledna 1939), ⚭ 1885 Marie Orleánská (13. ledna 1865 – 4. prosince 1909), francouzská princezna

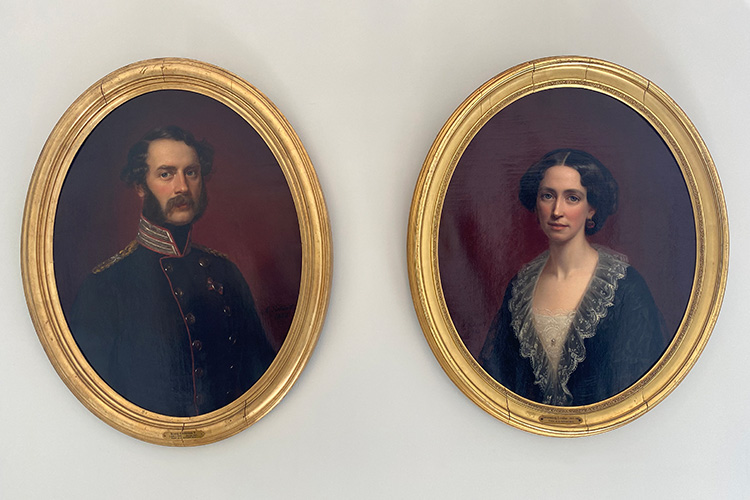
Princezna Luisa Hesensko-Kasselská se svým manželem Princem Kristiánem Šlesvicko-Holštýnsko-Sonderbursko-Glückburským, 1855

Sňatek spojil Kristiánův slabý nárok na trůn s Luisiným vyšším nárokem. Manželé žili klidným rodinným životem, ale jejich nároky na trůn byly více než deset let předmětem sporů.
Luisin nárok na trůn byl zpochybněn rodem Augustenborgů, který měl silnější nárok na holštýnský trůn a vedlejší nárok na dánský a šlesvický trůn. Rod Augustenborgů argumentoval tím, že královský zákon je čistě agnatický, a prezentoval se jako příležitost k zachování nerozdělené monarchie.
V roce 1847 král Kristián VIII. rozhodl, že trůn přejde na prince Kristiána z Glücksburgu v případě, že korunní princ Frederik (pozdější Frederik VII.) nezplodí dynastické syny. O této volbě byly informovány evropské velmoci.
Situace zůstala sporná a nástupnictví bylo hlavním důvodem povstání rodu Augustenburgů proti Dánsku v prusko-dánské válce v letech 1848–51. Tento rod byl následně vyškrtnut z nástupnické linie. Tím bylo upevněno, že příštím panovníkem se stane princ Kristián z Glücksburgu.
Luisina matka a sourozenci se ve prospěch Luisy vzdali svých práv na dánský trůn a Luisa sama se zase vzdala svých práv ve prospěch svého manžela. V roce 1852 bylo toto nástupnické pořadí potvrzeno severskými zeměmi a zahraničními mocnostmi v Londýně.
Děti Kristiána a Luisy by nyní byly dědici dánského trůnu jak na základě dodržování královského práva, tak na základě mezinárodní smlouvy. Tím se vyřešilo nástupnictví dánské koruny, nikoli však budoucí vztah Dánska k vévodství Šlesvicko a Holštýnsko. Historické nástupnické právo německého Holštýnska bylo salické, tedy výhradně mužské, a nebylo možné ho snadno sladit s Kristiánovými nároky, dokud přežívali Augustenborgové a Prusko se nabízelo jako mezinárodní zastánce německého nacionalismu. V roce 1864 tento konflikt vyústil v dánsko-německou válku.
V roce 1853 se Dánsko stalo konstituční monarchií a parlament změnil dánský zákon o nástupnictví a prohlásil Kristiána za dědičného prince dánského, čímž upevnil, že po smrti krále Frederika VII. nastoupí na trůn (pokud strýc krále Frederika, princ Ferdinand, nepřežije svého synovce). Přestože Frederik s touto volbou nesouhlasil, 3. července 1853 ji podepsal.
Luisa nesouhlasila s nedynastickým sňatkem Frederika VII. s Luisou Rasmussenovou a král zase nesouhlasil s tím, aby se jeho nástupcem stal Kristián. Vztahy obou párů tak byly napjaté a trávily spolu jen málo času.

## Dánská královna

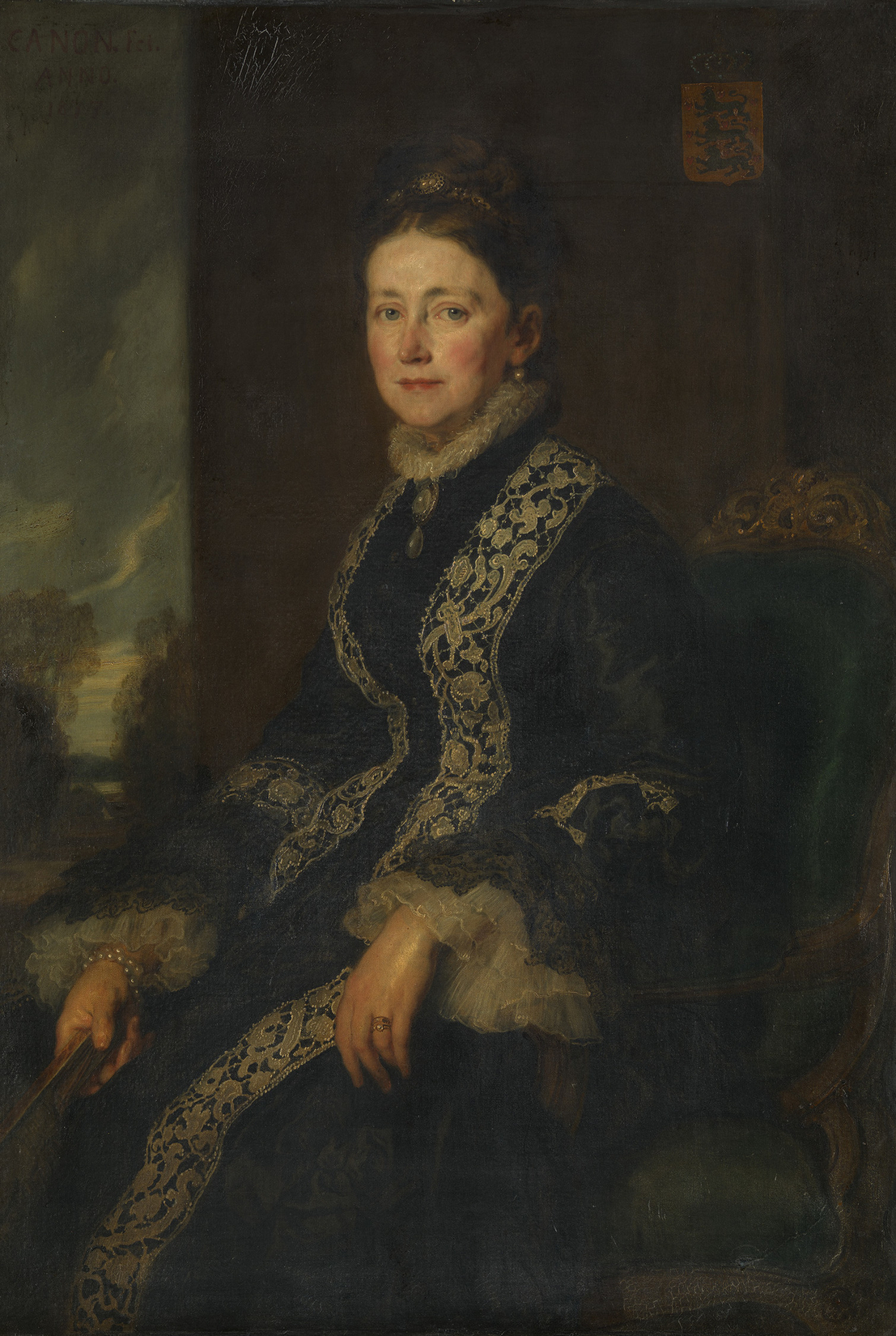
Dánská královna Luisa na portrétu Hanse Canona z roku 1877

15. listopadu 1863 zemřel král Frederik VII. a Kristián se stal dánským králem. Zdá se, že vztah mezi Luisou a Christianem byl alespoň částečně manželstvím z lásky a je popisován jako šťastný: podporovala ho v jeho boji o uznání za předpokládaného následníka dánského trůnu a manželé k sobě během let bojů o nástupnictví silně přilnuli. Její loajalita pro něj prý měla velký význam a Kristián je popisován jako závislý na její inteligenci, úsudku a psychické síle, které byly považovány za vyšší než jeho vlastní. Jejich životní styl je popisován jako prostý a puritánský, a protože odpovídal dobové představě o příkladném rodinném životě, byla královská rodina považována za morálně správný vzor. 
Těžké období v Luisině životě znamenal rok 1871. Zatímco všechny Luisiny děti uzavřely vhodné sňatky s odpovídajícími partnery, v případě nejmladší dcery Thyry však byl tento scénář ohrožen. Prvním Thyřiným nápadníkem byl nizozemský král Vilém III., byl však o 36 let starší, a proto byl odmítnut. Sotva sedmnáctiletá princezna se navíc zamilovala do poručíka kavalerie měšťanského původu, Viléma Friedemanna Marchera (1841–1872) a jejich vztah nezůstal bez následků, neboť princezna zakrátko otěhotněla. Dánský tisk informoval, že princezna onemocněla žloutenkou a Thyra porodila 8. listopadu roku 1871 na zámku v německém Glücksburgu děvčátko. Krátce po narození dítě adoptovali Rasmus a Anna Marie Jørgensenovi z Odense a dali mu jméno Marie Kateřina (Kate) (1871–1964); provdala se v roce 1902 za Frode Pløyen-Holsteina a zemřela v roce 1964. Otec dítěte, poručík Marcher, spáchal po konfrontaci s králem Kristiánem IX. 4. ledna roku 1872 sebevraždu.
Jako královna žila Luisa v izolaci od lidí a neusilovala o vztahy s veřejností ani o její uznání. Neúčastnila se státních záležitostí; její politické zájmy se soustředily na domluvené dynastické sňatky jejích dětí a byly ovlivněny jejími protiněmeckými názory. Vysoce postavené sňatky, které svým dětem zařídila, zajistily nově vzniklé dánské dynastii mezinárodní postavení a spojily Dánsko s Velkou Británií, Ruskem, Švédskem a Řeckem. Byla známá jako „tchyně Evropy“, její každoroční rodinná setkání v Bernstorffu a Fredensborgu přitahovala rok od roku větší pozornost a stala se oblíbeným symbolem rodinného života. K významným událostem jejího života patřilo stříbrné výročí svatby 26. května 1867, kdy se jí dostalo velkého uznání veřejnosti, oslava jejích 70. narozenin v roce 1887, zlaté výročí svatby v roce 1892 a 80. narozeniny v roce 1897.
Velký dynastický úspěch Luisiných šesti dětí byl do značné míry výsledkem Luisiných vlastních ambicí, nikoli snah jejího manžela Kristiána IX. Někteří přirovnávají Luisiny dynastické schopnosti ke schopnostem královny Viktorie.
Zajímala se o hudbu a malířství. Působila jako mecenáška umělců, například Alžběty Jerichau Baumannové. Některé Luisiny vlastní obrazy byly vystavovány a darovány členům jiných královských dynastií.
Všechny Luisiny a Kristiánovy děti se staly manželi či manželkami významných evropských monarchů, jejichž děti obsadily další trůny, díky tomu bývá Luisin manžel Kristián nazýván tchánem Evropy a Luisa (podobně jako britská královna Viktorie) babičkou Evropy; většina současných monarchů má mezi svými předky Luisu a Kristiána.

## Smrt
Královna Luisa zemřela v paláci Bernstorff ve věku 81 let 29. září 1898 a 15. října 1898 byla pohřbena v katedrále Roskilde u Kodaně. V posledních letech života ohluchla a zeslábla a o její potřeby se staraly dvě diakonky z ústavu diakonie, který založila. Luisa byla dánskou královnou-chotí 35 let, tedy déle než kterákoli jiná dánská královna před ní.

## Vývod z předků
|                          |                                            |  |              |                                                                   |  |  |  |  |  |  |  | Vilém VIII. Hesensko-Kasselský |
|                          |                                            |  |              |                                                                   |  |  |  |  |  |  |  |                                |
|                          | Fridrich II. Hesensko-Kasselský            |  |              |                                                                   |  |  |  |  |  |  |  |                                |
|                          |                                            |  |              |                                                                   |  |  |  |  |  |  |  |                                |
|                          |                                            |  |              | Dorotea Vilemína Sasko-Zeitzská                                   |  |  |  |  |  |  |  |                                |
|                          |                                            |  |              |                                                                   |  |  |  |  |  |  |  |                                |
|                          | Fridrich Hesensko-Kasselský                |  |              |                                                                   |  |  |  |  |  |  |  |                                |
|                          |                                            |  |              |                                                                   |  |  |  |  |  |  |  |                                |
|                          |                                            |  |              | Jiří II.                                                          |  |  |  |  |  |  |  |                                |
|                          |                                            |  |              |                                                                   |  |  |  |  |  |  |  |                                |
|                          | Marie Hannoverská                          |  |              |                                                                   |  |  |  |  |  |  |  |                                |
|                          |                                            |  |              |                                                                   |  |  |  |  |  |  |  |                                |
|                          |                                            |  |              | Karolina z Ansbachu                                               |  |  |  |  |  |  |  |                                |
|                          |                                            |  |              |                                                                   |  |  |  |  |  |  |  |                                |
|                          | Vilém Hesensko-Kasselský                   |  |              |                                                                   |  |  |  |  |  |  |  |                                |
|                          |                                            |  |              |                                                                   |  |  |  |  |  |  |  |                                |
|                          |                                            |  |              | Karel Nasavsko-Usingenský                                         |  |  |  |  |  |  |  |                                |
|                          |                                            |  |              |                                                                   |  |  |  |  |  |  |  |                                |
|                          | Karel Vilém Nasavsko-Usingenský            |  |              |                                                                   |  |  |  |  |  |  |  |                                |
|                          |                                            |  |              |                                                                   |  |  |  |  |  |  |  |                                |
|                          |                                            |  |              | Kristiána Vilemína Sasko-Eisenašská                               |  |  |  |  |  |  |  |                                |
|                          |                                            |  |              |                                                                   |  |  |  |  |  |  |  |                                |
|                          | Karolina Nasavsko-Usingenská               |  |              |                                                                   |  |  |  |  |  |  |  |                                |
|                          |                                            |  |              |                                                                   |  |  |  |  |  |  |  |                                |
|                          |                                            |  |              | Karel Reinhard Leiningenso-Dachsbursko-Falkenbursko-Heidesheimský |  |  |  |  |  |  |  |                                |
|                          |                                            |  |              |                                                                   |  |  |  |  |  |  |  |                                |
|                          | Karolina Felizitas Leiningensko-Dagsburská |  |              |                                                                   |  |  |  |  |  |  |  |                                |
|                          |                                            |  |              |                                                                   |  |  |  |  |  |  |  |                                |
|                          |                                            |  |              | Kateřina Polyxena ze Solms-Rödelheim a Assenheim                  |  |  |  |  |  |  |  |                                |
|                          |                                            |  |              |                                                                   |  |  |  |  |  |  |  |                                |
| Luisa Hesensko-Kasselská |                                            |  |              |                                                                   |  |  |  |  |  |  |  |                                |
|                          |                                            |  |              |                                                                   |  |  |  |  |  |  |  |                                |
|                          |                                            |  | Kristián VI. |                                                                   |  |  |  |  |  |  |  |                                |
|                          |                                            |  |              |                                                                   |  |  |  |  |  |  |  |                                |
|                          | Frederik V.                                |  |              |                                                                   |  |  |  |  |  |  |  |                                |
|                          |                                            |  |              |                                                                   |  |  |  |  |  |  |  |                                |
|                          |                                            |  |              | Žofie Magdalena Braniborská                                       |  |  |  |  |  |  |  |                                |
|                          |                                            |  |              |                                                                   |  |  |  |  |  |  |  |                                |
|                          | Frederik Dánský                            |  |              |                                                                   |  |  |  |  |  |  |  |                                |
|                          |                                            |  |              |                                                                   |  |  |  |  |  |  |  |                                |
|                          |                                            |  |              | Ferdinand Albrecht II. Brunšvicko-Wolfenbüttelský                 |  |  |  |  |  |  |  |                                |
|                          |                                            |  |              |                                                                   |  |  |  |  |  |  |  |                                |
|                          | Juliana Marie Brunšvická                   |  |              |                                                                   |  |  |  |  |  |  |  |                                |
|                          |                                            |  |              |                                                                   |  |  |  |  |  |  |  |                                |
|                          |                                            |  |              | Antonie Amálie Brunšvicko-Wolfenbüttelská                         |  |  |  |  |  |  |  |                                |
|                          |                                            |  |              |                                                                   |  |  |  |  |  |  |  |                                |
|                          | Luisa Šarlota Dánská                       |  |              |                                                                   |  |  |  |  |  |  |  |                                |
|                          |                                            |  |              |                                                                   |  |  |  |  |  |  |  |                                |
|                          |                                            |  |              | Kristián Ludvík II. Meklenbursko-Zvěřínský                        |  |  |  |  |  |  |  |                                |
|                          |                                            |  |              |                                                                   |  |  |  |  |  |  |  |                                |
|                          | Ludvík Meklenbursko-Zvěřínský              |  |              |                                                                   |  |  |  |  |  |  |  |                                |
|                          |                                            |  |              |                                                                   |  |  |  |  |  |  |  |                                |
|                          |                                            |  |              | Gustava Karolina Meklenbursko-Střelická                           |  |  |  |  |  |  |  |                                |
|                          |                                            |  |              |                                                                   |  |  |  |  |  |  |  |                                |
|                          | Žofie Frederika Meklenbursko-Zvěřínská     |  |              |                                                                   |  |  |  |  |  |  |  |                                |
|                          |                                            |  |              |                                                                   |  |  |  |  |  |  |  |                                |
|                          |                                            |  |              | František Josias Sasko-Kobursko-Saalfeldský                       |  |  |  |  |  |  |  |                                |
|                          |                                            |  |              |                                                                   |  |  |  |  |  |  |  |                                |
|                          | Šarlota Žofie Sasko-Kobursko-Saalfeldská   |  |              |                                                                   |  |  |  |  |  |  |  |                                |
|                          |                                            |  |              |                                                                   |  |  |  |  |  |  |  |                                |
|                          |                                            |  |              | Anna Žofie Schwarzbursko-Rudolstadtská                            |  |  |  |  |  |  |  |                                |
|                          |                                            |  |              |                                                                   |  |  |  |  |  |  |  |                                |